# Тонди
Тонди — процветающий буддийский монастырь в Занскаре, Ладакх, северная Индия, примерно в 18 км севернее Падама, на дороге в Зангла, Индия. Основан в 1052 году учеником Наропы, великим лоцавой-переводчиком Марпой (1012—1097). Позднее монастырь стал управлятся школой Гелуг, созданной великим Цзонкхапой.
Это второй по величине монастырь Занскара, в нём проживает около 60 гелугпинских гелонгов. Каждый года на празднике Гутор в 28-29 день 11-го тибетского месяца.
Всего семь храмов. Цзогханг украшен изображениями божеств на чёрном фоне и золотом.